# Krępcewo
Krępcewo [krɛmpˈt͡sɛvɔ] (Kremzow của Đức) là một ngôi làng thuộc khu hành chính của Gmina Dolice, thuộc hạt Stargard, West Pomeranian Voivodeship, ở phía tây bắc Ba Lan. Nó nằm khoảng 10 kilômét (6 mi) phía tây bắc Dolice, 11 km (7 mi) về phía đông nam của Stargard và 42 km (26 mi) về phía đông nam của thủ đô khu vực Szczecin.